# ГЕС Сісо
ГЕС Сісо – гідроелектростанція в центральній частині Норвегії, за 50 км на схід від Буде. 
Створене для станції водосховище Sisovatnet розташоване на річці Fagerbakkvassdraget, яка несе воду до південно-східної частини фіорда Sorfolda, котрий в свою чергу є південно-східним продовженням фіорду Folda (з’єднується із Норвезьким морем північніше від Буде). Цей резервуар має об’єм 491 млн м3 та припустиме коливання рівня між позначками 615 та 671 метр НРМ.
Окрім власного стоку сюди перекидається додатковий ресурс:
-  з півночі із водосховища Loytayatnet (Luojdojavrre), розташованого на річці Austrekragelva – значній правій притоці Fagerbakkvassdraget, котра впадає нижче за Sisovatnet. До Loytayatnet в свою чергу подається ресурс з водозаборів на струмках Bekk fra Stournjoaski (та його правій притоці Bekk fra Rairecohkka), Bekk fra Lappjellet, Bekk fra Rairrevagge і Bekk fra Siidasjiekna. Всі окрім останнього є правими притоками  Austrekragelva та сполучені з одним й тим самим тунелем довжиною біля 4 км. Bekk fra Siidasjiekna впадає до Austrekragelva ліворуч майже одразу після греблі сховища Loytayatnet і має окрему коротку дериваційну трасу. У підсумку ресурс подається з Loytayatnet до Sisovatnet по тунелю довжиною біля 3,5 км;
- з північного заходу із струмка Нордбеккен на правобережжі Fagerbakkvassdraget ву цьому випадку знадобився тунель довжиною всього кілька сотень метрів);
- із півдня, де по західному схилу гори Бламаннен прокладено тунель довжиною біля 8 км, який підхоплює ресурс з чотирьох водозаборів у сточищі річки Laksåga, правої притоки Sulitjelmavassdraget, котра тече до Skjerstad Fjord – східного продовження Saltfjorden (біля Буде з’єднується з Норвезьким морем. Водозабори знаходяться на самій Laksåga, а також впадаючих до неї праворуч  Leirelva, Fonnelva і струмку bekk fra Vatn 876 moh.
Із Sisovatnet на захід прокладено головний дериваційний тунель довжиною біля 5 км, який спершу прямує по лівобережжю Fagerbakkvassdraget, а потім перетинає водорозділ та виходить до озера Straumvatnet (сполучене короткою протокою із  Sorfolda за кілька кілометрів від устя Fagerbakkvassdraget). На своєму шляху тунель з'єднаний із водозабором на Sydbekken, лівій притокці Fagerbakkvassdraget.
Основне обладнання станції становлять дві турбіни типу Пелтон загальною потужністю 180 МВт, які використовують напір у 650 метрів та забезпечують виробництво 916 млн кВт-год електроенергії на рік.
Відпрацьована вода відводиться до розташованого неподалік озера Straumvatnet.